# Mesorregión del Sur Fluminense
La mesorregión del Sur Fluminense es una de las seis  mesorregiones del Estado brasileño del Río de Janeiro y corresponde al área fronteriza de los estados de Sao Paulo y Minas Gerais. Dentro del estado, limita con la Mesorregión del Centro Fluminense y la Mesorregión Metropolitana de Río de Janeiro, siendo bañada por el océano Atlántico en las ciudades de Angra dos Reis y Parati.
Es una región de razonable densidad poblacional, con cerca de 1 millón de habitantes de acuerdo con el IBGE. La ciudad más grande de esta región es Volta Redonda, con cerca de 260 mil habitantes.
Política, administrativa y culturalmente la región del sur Fluminense engloba, también, las microrregiones de  Vassouras y de  Tres Ríos, que juntas forman el Centro-sur Fluminense.

## Microrregiones
- Bahía de la Isla Grande
- Barra del Piraí
- Valle del Paraíba Fluminense

## Municipios
- Angra dos Reis
- Parati
- Barra do Piraí
- Río das Flores
- Valença
- Barra Mansa
- Itatiaia
- Pinheiral
- Piraí
- Porto Real
- Quatis
- Resende
- Río Claro
- Volta Redonda

## Economía
El sur Fluminense tiene su economía basada en la industria metal-mecánica, automotriz, metalúrgica, siderúrgica, cementera, alimenticia y energética (usinas termoeléctricas, termonucleares e hidroeléctricas, en las actividades agropecuarias (se destaca la creación de ganado lechero), la producción de horticulturas y en el comercio.

## Transportes
Esa región es atravesada por las vías del ferrocarril y carreteras que unen sus ciudades a los principales centros poblacionales y económicos del Brasil ( Río de Janeiro,  Sao Paulo y Bello Horizonte).
Está situado en esa región uno de los principales puertos nacionales, el Puerto de Angra de los Reyes, en la ciudad del mismo nombre situada en la microrregión de la Bahía de la Isla Grande. Pequeños aeropuertos sirven las principales ciudades de la región, siendo todos capacitados para vuelos de cabotaje, como el Aeropuerto de Resende, y está prevista la construcción de otro en la ciudad de Volta Redonda.